# Havemerian
Havemerian (Origanum majorana), ofte skrevet have-merian, er en én- eller toårig urteagtig plante. Alle overjordiske dele er rige på æteriske olier og anvendes som krydderurt.

## Beskrivelse
Væksten er opret eller opstigende med firkantede, spinkle skud. bladene er modsatte, ovale og helrandede. Oversiden er grågrøn, mens undersiden er lyst grågrøn. Blomsterne er samlet i små stande ved bladfæsterne. De enkelte blomster er typiske læbeblomster i hvidt eller svagt lyserødt. Frugterne er kapsler med mange små frø.
Planten har et dybtgående rodnet. 
Planten måler op til cirka 60 centimeter i højden og 30 centimeter i bredden.

## Hjemsted
Planten stammer oprindeligt fra det østlige middelhavsområde. 
Ved Larnaca på Cypern findes den endnu vildtvoksende sammen med figen, myrte, azarolhvidtjørn, blæresmælde, grøn mynte, haveportulak, johannesbrødtræ, kapers, kardon, mastikstræ, rosmarin, salatsennep og ægte laurbær.

## Anvendelse
Når planten skal bruges som krydderurt, må det indhøstede være uden træagtige dele. Farven skal være lyst grågrøn – også efter tørring. De tørrede plantedele kan holde sig friske i omkring et år og bruges til suppevisk, som pølsekrydderi eller blandet med timian, rosmarin og salvie (herbes de Provence) som krydderi til lammesteg, postej eller sammenkogte retter.